# Liste der Kulturdenkmäler in Langenschwarz
Die folgende Liste enthält die in der Denkmaltopographie ausgewiesenen Kulturdenkmäler auf dem Gebiet des Ortsteils Langenschwarz der Gemeinde Burghaun, Landkreis Fulda, Hessen.
Hinweis: Die Reihenfolge der Denkmäler in dieser Liste orientiert sich an der Anschrift, alternativ ist sie auch nach der Bezeichnung, der vom Landesamt für Denkmalpflege vergebenen Nummer oder der Bauzeit sortierbar.
Kulturdenkmäler werden fortlaufend im Denkmalverzeichnis des Landes Hessen durch das Landesamt für Denkmalpflege Hessen auf Basis des Hessischen Denkmalschutzgesetzes (HDSchG) geführt. Die Schutzwürdigkeit eines Kulturdenkmals hängt nicht von der Eintragung in das Denkmalverzeichnis des Landes Hessen oder der Veröffentlichung in der Denkmaltopographie ab.

Das Vorhandensein oder Fehlen eines Objekts in dieser Liste ist keine rechtsverbindliche Auskunft darüber, ob es Kulturdenkmal ist oder nicht: Diese Liste entspricht möglicherweise nicht dem aktuellen Stand der offiziellen Denkmaltopographie. Diese ist für Hessen in den entsprechenden Bänden der Denkmaltopographie Bundesrepublik Deutschland und im Internet unter DenkXweb – Kulturdenkmäler in Hessen einsehbar. Auch diese Quellen sind, obwohl sie durch das Landesamt für Denkmalpflege Hessen aktualisiert werden, nicht immer aktuell, da es im Denkmalbestand immer wieder Änderungen gibt.
Eine verbindliche Auskunft erteilt allein das Landesamt für Denkmalpflege Hessen.
Nutze diese Kartenansicht, um Koordinaten in der Liste zu setzen. In dieser Kartenansicht sind Kulturdenkmale ohne Koordinaten mit einem roten bzw. orangen Marker dargestellt und können in der Karte gesetzt werden. Kulturdenkmale ohne Bild sind mit einem blauen bzw. roten Marker gekennzeichnet, Kulturdenkmale mit Bild mit einem grünen bzw. orangen Marker.
| Bild            | Bezeichnung                        | Lage                                              | Beschreibung | Bauzeit                                                              | Objekt-Nr. |
| --------------- | ---------------------------------- | ------------------------------------------------- | ------------ | -------------------------------------------------------------------- | ---------- |
| weitere Bilder  | Katholische Kapelle                | Altes Schloß LageFlur: 2, Flurstück: 26           |              | Im Kern 16. Jahrhundert, Schlussstein mit 1737 bezeichnet.           | 641328 DDB |
| weitere Bilder  | Altes Schloss                      | Altes Schloß 2/3 LageFlur: 2, Flurstück: 23, 24   |              | 1629, 1713 Ausbau                                                    | 641316 DDB |
| Bild gesucht BW | Fachwerkhaus                       | Auf der Gemeinde 4 LageFlur: 3, Flurstück: 26     |              | Vor 1850                                                             | 641317 DDB |
| Bild gesucht BW | Streckhof                          | Hauptstraße 1 LageFlur: 4, Flurstück: 41          |              | Vor 1850                                                             | 37116 DDB  |
| Bild gesucht BW | Fachwerkhaus                       | Hauptstraße 7 LageFlur: 2, Flurstück: 57          |              | 1786 (Schwellbalkeninschrift)                                        | 37117 DDB  |
| Bild gesucht BW | Zweiseithof                        | Hauptstraße 23 LageFlur: 2, Flurstück: 33         |              |                                                                      | 37118 DDB  |
| Bild gesucht BW | Fachwerkhaus                       | Hauptstraße 32 LageFlur: 3, Flurstück: 40/1       |              | Um 1800                                                              | 37188 DDB  |
| Bild gesucht BW | Fachwerkhaus                       | Hauptstraße 39 LageFlur: 3, Flurstück: 55/1       |              | Um 1800                                                              | 37119 DDB  |
| Bild gesucht BW | Fachwerkhaus                       | Hauptstraße 40 LageFlur: 3, Flurstück: 56/1       |              | 1823 (Sockelinschrift)                                               | 37120 DDB  |
| weitere Bilder  | Evangelische Kirche                | Hauptstraße 41 LageFlur: 3, Flurstück: 21         |              | 1880                                                                 | 37096 DDB  |
| Bild gesucht BW | Fachwerkhaus                       | Kirchberg 3 LageFlur: 3, Flurstück: 95            |              | 1821 (Sockelinschrift)                                               | 37122 DDB  |
| Bild gesucht BW | Fachwerkhaus, ehemaliges Pfarrhaus | Kirchberg 6 LageFlur: 3, Flurstück: 97            |              | Um 1800                                                              | 37123 DDB  |
| Bild gesucht BW | Fachwerkhaus                       | Kirchberg 8 LageFlur: 3, Flurstück: 87            |              | Um 1800                                                              | 37124 DDB  |
| Bild gesucht BW | Jüdischer Friedhof                 | Kohlfeld LageFlur: 18, Flurstück: 59              |              | 19. Jahrhundert                                                      | 37130 DDB  |
| Bild gesucht BW | Fachwerkhaus, ehemaliger Gasthof   | Mittelweg 1 LageFlur: 3, Flurstück: 84/2          |              | Um 1850                                                              | 37125 DDB  |
| Bild gesucht BW | Sippelsmühle                       | Sippelsmühle 2 LageFlur: 15, Flurstück: 124       |              | Um 1800                                                              | 37131 DDB  |
| Bild gesucht BW | Fachwerkhaus                       | Wehrdaer Weg 2 LageFlur: 4, Flurstück: 9/2        |              | 1799 (Sockelinschrift)                                               | 37127 DDB  |
| Bild gesucht BW | Fachwerk-Doppelhaus                | Wehrdaer Weg 4/6 LageFlur: 4, Flurstück: 1/4, 2/1 |              | Um 1800 (Fachwerkgefüge), Zwerchhaus vom Anfang des 20. Jahrhunderts | 37128 DDB  |
| Bild gesucht BW | Fachwerkhaus                       | Zum Dorfblick 5 LageFlur: 4, Flurstück: 14        |              | Um 1800                                                              | 37129 DDB  |